# Santibáñez (Villacarriedo)
Santibáñez, también conocida como Santibáñez de Carriedo, es una localidad del municipio de Villacarriedo, Cantabria (España). Una población de 256 habitantes (2008) tiene establecida su residencia en este pueblo, ubicado a 1,7 km de la capital municipal y cuya altitud es de 160 m. Aquí se localiza un molino harinero que se cuenta los más grandes y sofisticados de Cantabria. Fue incluido en el Inventario General del Patrimonio Cultural de Cantabria en 2004.
En 1821 se constituyó en ayuntamiento, pero en 1835 se unió a Bárcena de Carriedo formando el municipio de Villacarriedo.